# Gli strangolatori della collina
Gli strangolatori della collina (The Case of the Hillside Stranglers) è un film per la televisione del 1989 diretto da Steven Gethers. È ispirato a un fatto di cronaca avvenuto a Los Angeles tra l'ottobre del 1977 e il febbraio del 1978.

## Trama
Los Angeles, fine anni' 70. Il detective della polizia Bob Grogan è sulle tracce di un serial killer che stupra e uccide le donne. Le vittime sono ragazze dai 12 ai 28 anni di differente estrazione sociale, uccise quasi tutte tramite strangolamento ma anche con altre modalità (una viene avvelenata con iniezioni di detergente). I corpi recano tracce evidenti di brutali violenze sessuali e torture.
Nel frattempo, i cugini Kenneth Bianchi e Angelo Buono si attrezzano per le loro scorribande. L'escamotage trovato dai due per avvicinare le vittime consiste nel farsi passare per poliziotti. Angelo ha un'attività, mentre il giovane Kenneth cambia spesso lavoro, è sempre alla ricerca di soldi e ha anche sottratto l'identità di un ex compagno di studi psicologo per spacciarsi come tale all'occorrenza.  
Con il passare dei mesi, l'atteggiamento di sfida di Bianchi nei confronti della polizia (arriva a offrirsi di collaborare per i pattugliamenti) spinge Buono ad allontanarlo. Bianchi si reca così a Bellingham, dove uccide altre due donne. Quando viene catturato, tenta invano la carta dell'infermità mentale. La sua testimonianza permette di processare anche Buono. Entrambi vengono condannati all'ergastolo.